# Харамайя
Харамайя — город в зоне Восточное Харарге региона Оромия, Эфиопия. Население на 2005 год — 15 317 человек.

## История
В городе находится Университет Харамайи, который был основан как сельскохозяйственный технический колледж при содействии Университета штата Оклахома. Университет был официально открыт императором Хайле Селассие 16 января 1958 года.

## Демография
По данным Центрального статистического агентства за 2005 год, общая численность населения Харамайи составляла 15 317 человек. По данным национальной переписи 1994 года, в городе проживало 8 560 человек.